# Dariusz Marzec (menedżer)
Dariusz Robert Marzec (ur. 7 grudnia 1964) – polski menedżer, w latach 2004–2005 podsekretarz stanu w Ministerstwie Skarbu Państwa. Od 2024 prezes zarządu PGE.

## Życiorys
Absolwent Wydziału Zarządzania na Uniwersytecie Warszawskim. Ukończył również wiele szkoleń z zakresu analizy finansowej, wycen przedsiębiorstw, rynku kapitałowego, technik negocjacji i zarządzania zespołami ludzkimi. W latach 1991–1994 urzędnik w Ministerstwie Przekształceń Własnościowych w Departamentach Rozwoju Rynku Kapitałowego i Powszechnej Prywatyzacji. 
Od 1995 pełnił szereg kierowniczych funkcji w działach doradztwa finansowego międzynarodowych firm doradczych: Copers & Lybrand (w latach 1995–2000 manager, wicedyrektor), Arthur Andersen (2000–2001, dyrektor) i PricewaterhouseCoopers (2001–2004, dyrektor).
Od lipca 2004 do marca 2005 podsekretarz stanu w Ministerstwie Skarbu Państwa (w drugim rządzie Marka Belki). Odpowiedzialny za nadzór właścicielski w sektorach: gazowniczym, paliwowym, transportowym i energetycznym. 
W latach 2005–2007 wiceprezes ds. inwestycji Unipetrol AS. W latach 2009–2013 był dyrektorem w dziale doradztwa finansowego KPMG, odpowiedzialnym za usługi tej firmy dla sektora elektroenergetycznego w regionie Europy Środkowo–Wschodniej. W latach 2013–2016 wiceprezes ds. rozwoju Polskiej Grupy Energetycznej S.A. oraz członek Polskiego Komitetu Energii Elektrycznej. 
W latach 2019–2024 członek zarządu ds. ekonomicznych Tramwajów Warszawskich. Od 2024 prezes zarządu PGE Polskiej Grupy Energetycznej.
Po objęciu funkcji prezesa PGE w 2024r. zasłynął zamówieniem luksusowego samochodu marki Audi A8 za 750 tys.zł oraz wyremontowaniem swojego gabinetu za kwotę 550 tys.zł . Co wywołało fale krytyki i zarzutów o nieprawidłowości przy zakupie luksusowej limuzyny.
Żonaty , ma troje dzieci